# Jeremy Deller

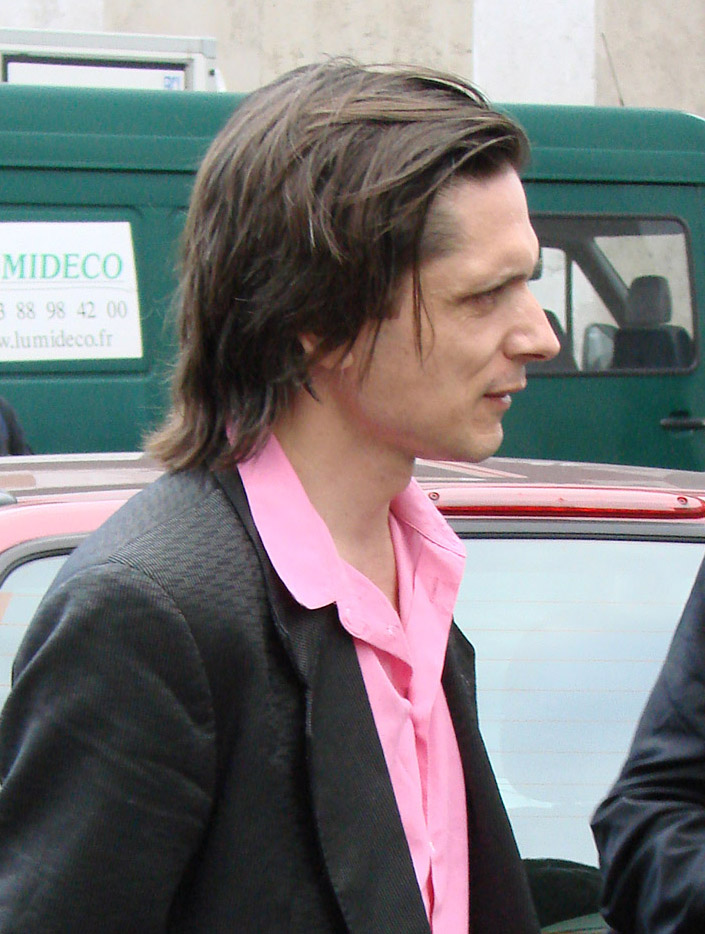
Jeremy Deller, 2008

Jeremy Deller (* 30. März 1966 in London) ist ein britischer Künstler.

## Leben und Wirken

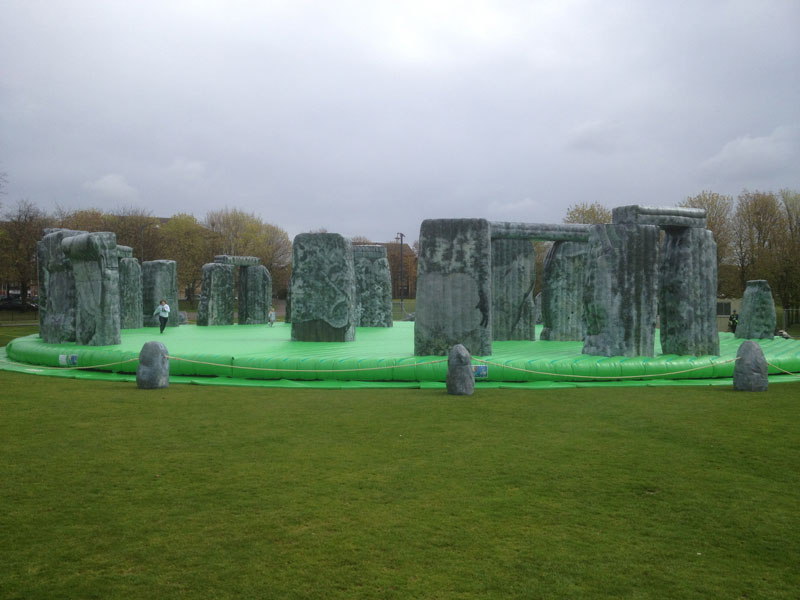
Stonehenge als Hüpfburg

Deller besuchte das Dulwich College, studierte Kunst am Courtauld Institute of Art und machte dort 1988 den Bachelor of Arts und 1992 den Master of Arts im Fach Kunstgeschichte an der University of Sussex.
Deller war ursprünglich Maler, er vermischt in seinen späteren Installationen Archivmaterial mit Interviews und verbindet offizielle Berichte mit persönlichen Einschätzungen. Er begann Anfang der 1990er Jahre damit seine Kunstwerke auszustellen, dabei nutzt er 1993 heimlich das Haus der Familie für eine Ausstellung mit dem Titel „Open Bedroom“ als seine Eltern eine Urlaubsreise machten. 1997 arbeitete er für sein musikalisches Projekt „Acid Brass“ mit der Williams Fairey Brass Band aus Stockport zusammen. Im Jahr 2000 begann Deller gemeinsam mit Alan Kane Gegenstände, die beispielsweise der Freizeitbeschäftigung dienten, aus allen sozialen Schichten in einem „Folk Archiv“ zusammenzutragen.
Er wurde 2001 international mit dem Werk The Battle of Orgreave bekannt, der Re-Inszenierung einer zusammen mit dem Reenactment-Spezialisten Howard Giles nachgestellten gewalttätigen Auseinandersetzung von 1984 zwischen streikenden Bergarbeitern und der Polizei der britischen Bergarbeiterstreiks von 1984/1985. Die Performance mit mehreren Tausend Darstellern und vielen Polizeipferden verfilmte Mike Figgis für das öffentlich-rechtliche Fernsehen.
2004 gewann der den Turner Prize, einen der wichtigsten Auszeichnungen der Kunstwelt. Im Film Memory Bucket erstellt er eine Studie zu Menschen und Gebräuchen in Texas, dem Heimatstaat des damaligen US-Präsidenten George W. Bush. Abseits der Metropolen hält er wichtige kulturelle und politische Ereignisse mit künstlerischen Mitteln fest, um einen eigenen Blick auf Brauchtum und ortstypisches Kunsthandwerk zu werfen. Oder er macht im Rahmen seiner Ausstellung das Publikum zu einem Teil seines Werks.
Deller bespielte den britischen Pavillon auf der Venedig Biennale 2013. Dort hat er Paraden organisiert, ein Archiv für Folk-Art eröffnet und dilettantische Wandmalerei gezeigt. Er initiierte 2015 unter anderem einen Zeichenkurs (Life-Drawing Class), bei dem die Popikone Iggy Pop der Klasse für Aktzeichnungen Modell stand. 2019 produzierte er für die Ausstellung „Jews, Money, Myth“ im Jewish Museum in London einen kurzen Dokumentarfilm.

## Auszeichnung
- 2004: Turner Prize für Memory Bucket[12]
- 2010: Albert-Medaille der Royal Society of Arts[13]

## Ausstellungen (Auswahl)
- Mai 2005 bis September 2006: Folk archive : contemporary popular art from the UK unter anderem in der Kunsthalle Basel (2. Oktober bis 13. November 2005).[14]
- 11. Februar bis 22. März 2009: It is what it is: conversations about Iraq New Museum, New York[15]
- 2012–2013: Jeremy Deller: joy in people Hayward Gallery, London (22. Februar bis 13. Mai 2012); Wiels Centre for Contemporary Art Brussels (1. Juni bis 19. August 2012); Institute of Contemporary Art, University of Pennsylvania (19. September bis 30. Dezember 2012); Contemporary Art Museum St. Louis (1. Februar bis 28. April 2013)[16]
- 2013–2014: All that is solid melts into air Manchester Art Gallery (11. Oktober 2013 bis 19. Januar 2014), Nottingham Castle Museum and Art Gallery (31. Januar bis 22. April 2014), Mead Gallery University of Warwick, Coventry (3. Mai bis 21. Juni 2014), Laing Art Gallery, Newcastle (12. Juli bis 26. Oktober 2014)[17]
- 2014: Motopoétique., Musée d’art contemporain de Lyon.[18]
- 16. Februar bis 26. April 2020: Jeremy Deller – wir haben die Schnauze voll Bonner Kunstverein[19]
- 10. Juni bis 17. September 2023: Art is Magic, Musée des beaux arts de Rennes, La Criée centre d’art contemporain, Frac Bretagne, Rennes, Frankreich.[20]